# روز جهانی مهاجران

روز جهانی مهاجران یک رویداد سالانه است که در ۱۸ دسامبر، برگزار می‌شود. این روز توسط یونسکو نامگذاری شده‌است.

## مهاجرت
مهاجرت عبارت‌است از جابه‌جایی مردم از مکانی به مکانی دیگر برای کار یا زندگی. مردم معمولاً به دلیل دور شدن از شرایط یا عوامل نامساعد دورکننده‌ای مانند فقر، کمبود غذا، بلایای طبیعی، جنگ، بیکاری و کمبود امنیت مهاجرت می‌کنند. دلیل دوم می‌تواند شرایط و عوامل مساعد جذب کننده مانند امکانات بهداشتی بیشتر، آموزش بهتر، درآمد بیشتر و مسکن بهتر در مقصد مهاجرت باشد.

## روز جهانی مهاجران ۲۰۱۸
روز سه‌شنبه ۱۸ دسامبر ۲۰۱۸ به مناسبت روز جهانی مهاجران، پاپ فرانسیس رهبر کلیسای کاتولیک تأکید کرد: «زمانهٔ ما انباشته از بی‌اعتمادی و ترس از دیگری، وحشت از خارجی و نگرانی به خاطر امنیت است». پاپ فرانسیس افزود این بی‌اعتمادی و بدبینی در برخی گرایش‌های ناسیونالیستی شکل سیاسی به خود می‌گیرد و اصل برادری را که نیاز اصلی جهان امروز است با دشواری مواجه می‌کند. پاپ از رهبران سیاسی ناسیونالیست انتقاد کرد و گفت «آنها مهاجران را مسئول مشکلات کشورشان قلمداد می‌کنند و به بدبینی علیه مهاجران و خارجیان دامن می‌زنند. نتیجه این سیاست ترویج بیگانه‌ستیزی و اعمال نژادپرستانه است.»